# Чхонха
Кім Чхонха (кор. 김청하, ім'я при народженні Кім Чханмі, кор. 김찬미, нар. 9 лютого 1996, Сеул, Південна Корея) більш відома як Чхонха (кор. 청하) — південнокорейська співачка. Вона посіла четверте місце у реаліті-шоу Produce 101 телеканалу Mnet, була учасницею розформованого південнокорейського дівочого гурту I.O.I.

## Біографія

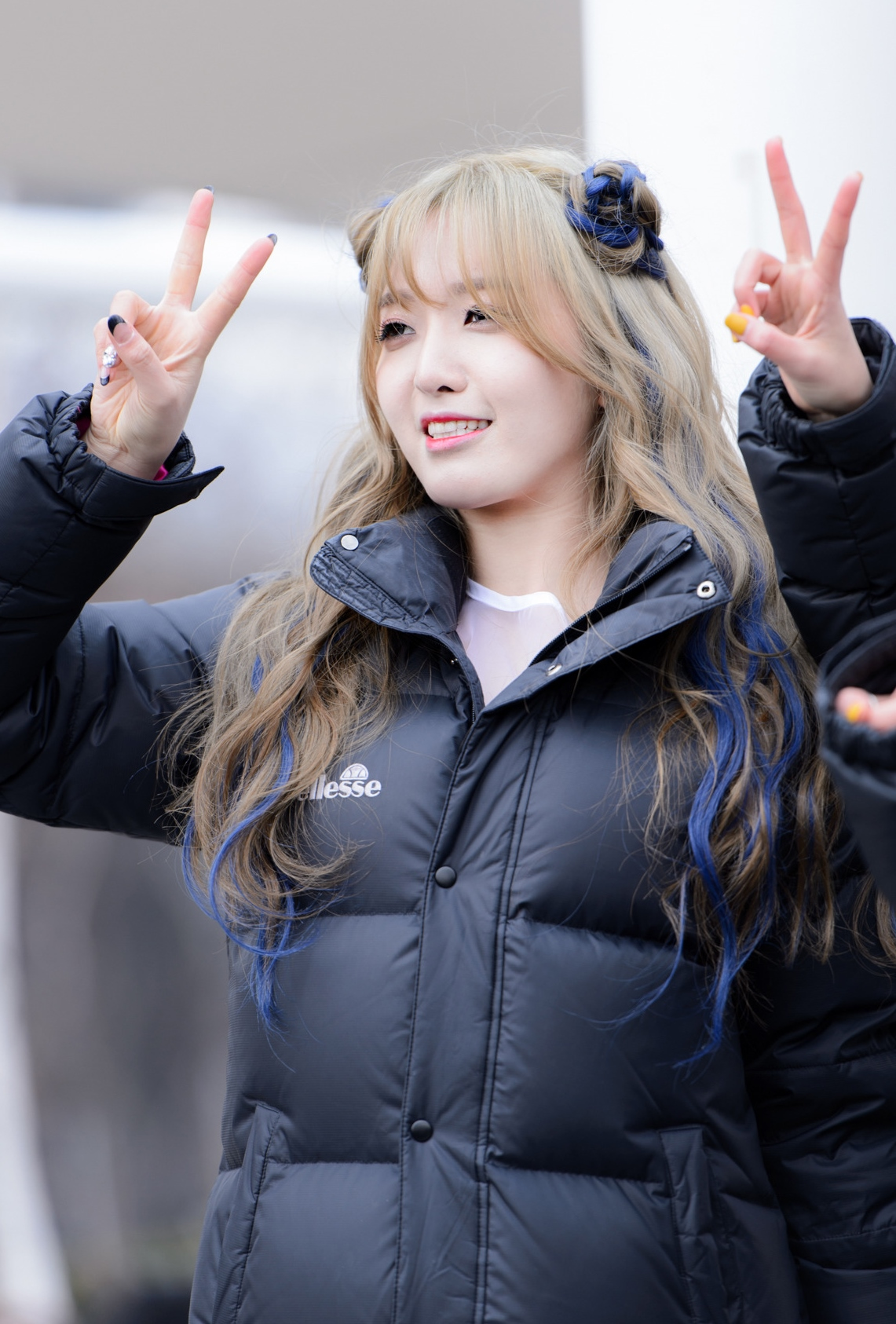
Чхонха у березні 2016

Чхонха народилась 9 лютого 1996 року в Південній Кореї. Вона жила в Далласі, штат Техас протягом восьми років, перш ніж повернутися до Південної Кореї, щоб стати співачкою. Так, Кім розмовляє англійською та корейською мовами. Вона проходила прослуховування для YG Entertainment та навчалась у JYP Entertainment, перш ніж приєднатися до свого поточного агентства M&H Entertainment. Кім тренувалась протягом трьох років, перш ніж дебютувати, та займалась танцями протягом 6-7 років. У шоу Hit The Stage вона розповіла, що вона майже покинула танці через фінансові проблеми, але попросила свою сім'ю дозволити їй продовжувати, так як це те, у чому вона була впевнена.

## Кар'єра

### 2016—2017:Produce 101таI.O.I.
З 22 січня по 1 квітня Чхонха представляла компанію M&H Entertainment на реаліті-шоу Produce 101. Вона посіла четверте місце і дебютувала 4 травня у дівочому гурті шоу I.O.I. з мініальбомом Chrysalis. 10 червня компанія YMC Entertainment представила Чхонху в якості одного з семи членів підрозділу групи, плануючи просувати їх другий сингл «Whatta Man», протягом літа 2016 року. Виявилося, що хореографію для синглу мали розробити три команди, але вибрали варіант Кім, тому що він вважався найякіснішим. Сингл став комерційним успіхом, посівши 2 місце Gaon Digital Chart і на Gaon Album Chart, за його цифрові (завантаження та стримінг) і фізичні продажі відповідно.
30 червня виявилось, що Чхонха з'явиться у камео у корейській драмі «Оточення» разом з колегою Ім Найон. 24 липня вона стала новим учасником танцювального шоу Hit The Stage. 17 серпня було оголошено, що Чонха співпрацюватиме з іншими учасницями I.O.I. Чхве Юджан, Чон Сомі та учасником DIA Кі Хуйоном для цифрового синглу «Flower, Wind and You», продюсером якого виступив Boi B. 21 грудня компанія M&H Entertainment підтвердила, що Кім дебютує як сольний виконавець на початку 2017 року, після розформування I.O.I. 23 грудня Чхонха працювала з Хо Чунйоном і Оуном з HALO над святковою колядкою «Snow in This Year», яка прозвучала у корейській драмі «Моя прекрасна леді».

### 2017—2018: Сольний дебют зHands on Me,OffsetтаBlooming Blue
10 січня, було оголошено, що вона з'явиться на шоу каналу EBS Ah! Sunday — A Running Miracle. Чхонха повинна була показати, як покращити свою фізичну форму, бігаючи підтюпцем. 21 квітня вона випустила свій попередній дебютний сингл під назвою «Week», на офіційному акаунті M&H Entertainment у YouTube, після чого 7 червня її дебютний мініальбом під назвою Hands on Me, головним треком якого стала пісня «Why Don't You Know». Згодом, її голос з'явився у треці «With U» сольного дебюту Семюела Кіма (альбом Sixteen), та в синглі Babylon «La La La». З 3 вересня вона стала ді-джеєм радіопрограми каналу EBS Listen, замість Кісум, і 19 вересня була оголошена ведучою шоу FashionN «Прошу, подбайте про мою престижність» (англ. Please Take Care of My Vanity) разом з членом Super Junior Ітиком і Хан Чеян. 22 листопада перший епізод її власного реаліті-шоу — «Вільний місяць Чхонхи» вийшов на її каналі у Youtube та NaverTV. Чхонха випустила свій другий мініальбом Offset 17 січня 2018 року. Він містить п'ять треків, включаючи головний — «Roller Coaster». 26 червня компанія MNH Entertainment підтвердила, що співачка повернеться 18 липня зі своїм третім мініальбомом Blooming Blue, а «Love U» виступить в ролі синглу. Чонха стала послом Міжнародного кінофестивалю архітектури в Сеулі в жовтні того ж року. 8 серпня було оголошено, що вона приєднається до проектної групи під назвою Station Young для проекту SM Entertainment з SM Station X 0 , разом з Сильґі (Red Velvet), Сойон ((G)I-DLE) і СінБі (GFriend). 28 вересня вони випустили свій сингл «Wow Thing». Чхонха співпрацювала з членом Super Junior Єсуном над піснею, «Whatcha Doin», та музичним відео, що вийшло 16 грудня.

### 2019 — сьогодення:Gotta Go
2 січня 2019 року вона випустила свій перший альбом Gotta Go. 9 січня Чхонха виграла свій перший трофей на музичній програмі каналу MBC Music Show Champion. Вона брала участь у створені синглу «Live» члена VIXX Раві, котрий вийшов 18 лютого 2019.

## Вплив
Чхонха заявила, що співачка IU — її зразок для наслідування, оскільки вона захоплюється тим, як IU здатна співати, танцювати і робити інші речі наживо на концертах.

## Підтримка
У 2018 році Чхонха стала моделлю для колекції аксесуарів Джила Стюарта 2019.

## Дискографія

### Мініальбоми
- Hands on Me (2017)
- Offset (2018)
- Blooming  (2018)

## Фільмографія

### Телесеріали
| Рік  | Назва                         | Канал трансляції  | Роль  | Нотатки              | Прим.  |
| ---- | ----------------------------- | ----------------- | ----- | -------------------- | ------ |
| 2016 | Оточення                      | tvN               | Камео | Епізод 1 з Лім Найон | [ 32 ] |
| 2018 | Бюро стратегії майбутнього YG | Netflix           | Камео | Епізод 4             | [ 33 ] |
| 2018 | Топ-менеджмент                | YouTube Originals | Камео | Епізод 7             | [ 34 ] |

### Телевізійні шоу
| Рік  | Назва                                                                        | Канал трансляції | Нотатки              | Прим.  |
| ---- | ---------------------------------------------------------------------------- | ---------------- | -------------------- | ------ |
| 2016 | Produce 101                                                                  | Mnet             | 4 місце              | [ 6 ]  |
| 2016 | Hit the Stage                                                                | Mnet             | Учасник              | [ 10 ] |
| 2017 | Ах! Неділя — Диво, що біжить" (англ. Ah! Sunday — A Running Miracle)         | EBS              | Гість                | [ 14 ] |
| 2017 | «Прошу, подбайте про мою престижність» (англ. Please Take Care of My Vanity) | Мода             | Ведуча               | [ 35 ] |
| 2017 | Вільний місяць Чонхи                                                         | -                | Документальний фільм | [ 36 ] |
| 2018 | Чоловіки та жінки реального життя                                            | MBN              | Член касту           | [ 37 ] |

### Радіошоу
| Рік  | Назва                     | Канал | Нотатки | Прим.  |
| ---- | ------------------------- | ----- | ------- | ------ |
| 2017 | «Слухайте» (англ. Listen) | EBS   | Ді-Джей | [ 20 ] |

## Нагороди
| Рік  | Нагорода                          | Категорія                                | Номінована робота                 | Результат | Прим.      |
| ---- | --------------------------------- | ---------------------------------------- | --------------------------------- | --------- | ---------- |
| 2017 | Korea First Brand Awards          | Співачка року                            | Н/Д                               | Перемога  | [ 38 ]     |
| 2017 | 19th Mnet Asian Music Awards      | Виконавець року                          | Н/Д                               | Номінація | [ 39 ]     |
| 2017 | 19th Mnet Asian Music Awards      | Краща нова співачка                      | Н/Д                               | Номінація | [ 39 ]     |
| 2017 | 19th Mnet Asian Music Awards      | Нагорода Кращих з Наступних              | Н/Д                               | Перемога  | [ 39 ]     |
| 2017 | 9th Melon Music Awards            | Кращий новий виконавець                  | Н/Д                               | Номінація | [ 40 ]     |
| 2018 | 32nd Golden Disc Awards           | Новий виконавець року                    | Н/Д                               | Номінація | [ 41 ]     |
| 2018 | 32nd Golden Disc Awards           | Глобальна нагорода популярності          | Н/Д                               | Номінація | [ 41 ]     |
| 2018 | 27th Seoul Music Awards           | Кращий новий виконавець                  | Н/Д                               | Перемога  | [ 42 ]     |
| 2018 | 27th Seoul Music Awards           | Нагорода популярності                    | Н/Д                               | Номінація | [ 42 ]     |
| 2018 | 27th Seoul Music Awards           | Спеціальна нагорода Hallyu               | Н/Д                               | Номінація | [ 42 ]     |
| 2018 | 7th Gaon Chart Music Awards       | Новий виконавець року (пісня)            | «Why Don't You Know»(ft. Nucksal) | Номінація | [ 43 ]     |
| 2018 | 2nd Soribada Best K-Music Awards  | Нагорода Star Music                      | Н/Д                               | Перемога  | [джерело?] |
| 2018 | 1st MBC Plus X Genie Music Awards | Краща співачка                           | Н/Д                               | Перемога  | [ 44 ]     |
| 2018 | 1st MBC Plus X Genie Music Awards | Виконавець року                          | Н/Д                               | Номінація | [ 44 ]     |
| 2018 | 1st MBC Plus X Genie Music Awards | Нагорода популярності Genie Music        | Н/Д                               | Номінація | [ 44 ]     |
| 2018 | 20th Mnet Asian Music Awards      | Краща співачка                           | Н/Д                               | Номінація | [ 45 ]     |
| 2018 | 20th Mnet Asian Music Awards      | Кращий танцювальний виступ — Соло        | «Roller Coaster»                  | Перемога  | [ 45 ]     |
| 2018 | Korea First Brand Awards          | Найбільш очікувана жіноча модель реклами | Н/Д                               | Номінація | [джерело?] |
| 2018 | Korea First Brand Awards          | Найбільш очікувана сольна співачка       | Н/Д                               | Номінація | [джерело?] |
| 2018 | Korea Popular Music Awards        | Кращий виконавець                        | Н/Д                               | Номінація | [ 46 ]     |
| 2018 | Korea Popular Music Awards        | Нагорода популярності                    | Н/Д                               | Номінація | [ 46 ]     |
| 2018 | Korea Popular Music Awards        | Кращі цифрова пісня                      | «Roller Coaster»                  | Номінація | [ 46 ]     |
| 2018 | Korea Popular Music Awards        | Краща сольна танцювальна пісня           | «Roller Coaster»                  | Перемога  | [ 46 ]     |
| 2018 | 10th Melon Music Awards           | Найкраща пісня                           | «Roller Coaster»                  | Номінація | [джерело?] |
| 2018 | 10th Melon Music Awards           | Краща жіноча танцювальна пісня           | «Roller Coaster»                  | Номінація | [джерело?] |
| 2018 | 10th Melon Music Awards           | Топ 10 ММА                               | Н/Д                               | Номінація | [джерело?] |
| 2018 | 3rd Asia Artist Awards            | Улюблена нагорода Asia Artist Awards     | «Roller Coaster» і «Love U»       | Перемога  | [ 47 ]     |
| 2019 | 28th Seoul Music Awards           | Головна премія                           | Н/Д                               | Номінація | [ 48 ]     |
| 2019 | 28th Seoul Music Awards           | Нагорода популярності                    | Н/Д                               | Номінація | [ 48 ]     |
| 2019 | 28th Seoul Music Awards           | Нагорода популярності K-Wave             | Н/Д                               | Номінація | [ 48 ]     |
| 2019 | 33rd Golden Disc Awards           | Нагорода популярності                    | Н/Д                               | Номінація | [джерело?] |
| 2019 | 33rd Golden Disc Awards           | Найпопулярніші К-поп Зірки NetEase       | Н/Д                               | Номінація | [джерело?] |
| 2019 | 33rd Golden Disc Awards           | Цифровий Десан                           | «Roller Coaster»                  | Номінація | [джерело?] |
| 2019 | 33rd Golden Disc Awards           | Цифровий Бонсан                          | «Roller Coaster»                  | Перемога  | [джерело?] |

### Перемоги на музичних програмах
| Рік  | Дата      | Шоу              | Пісня      | Прим.  |
| ---- | --------- | ---------------- | ---------- | ------ |
| 2019 | 9 січня   | Show Champion    | «Gotta Go» | [ 28 ] |
| 2019 | 10 січня  | M Countdown      | «Gotta Go» | [ 49 ] |
| 2019 | 12 січня  | Show! Music Core | «Gotta Go» | [ 50 ] |
| 2019 | 19 січня  | Show! Music Core | «Gotta Go» | [ 50 ] |
| 2019 | 16 лютого | Show! Music Core | «Gotta Go» | [ 50 ] |
| 2019 | 13 січня  | Inkigayo         | «Gotta Go» | [ 51 ] |
| 2019 | 18 січня  | Music Bank       | «Gotta Go» | [ 52 ] |